# Norvège au Concours Eurovision de la chanson 1960
La Norvège a participé au Concours Eurovision de la chanson 1960, alors appelé le « Grand prix Eurovision de la chanson européenne 1960 », à Londres, au Royaume-Uni. C'est la première participation norvégienne au Concours Eurovision de la chanson.
Le pays est représenté par la chanteuse Nora Brockstedt et la chanson Voi Voi, sélectionnées par la Norsk rikskringkasting au moyen d'une finale nationale.

## Sélection

### Melodi Grand Prix 1960
Le radiodiffuseur norvégien, la Norsk rikskringkasting (NRK, « Société de radiodiffusion norvégienne »), organise la première édition du Melodi Grand Prix pour sélectionner l'artiste et la chanson représentant la Norvège au Concours Eurovision de la chanson 1960,. Le Melodi Grand Prix 1960 consiste d'une demi-finale et d'une finale. Les six chansons arrivées en tête lors de la demi-finale accèdent à la finale.
Le Melodi Grand Prix 1960, présenté par Erik Diesen (en) et Odd Grythe (en), a eu lieu le 4 février 1960 pour la demi-finale et le 20 février 1960 pour la finale aux studios de la NRK à Oslo.
Les chansons sont toutes interprétées en norvégien, langue officielle de la Norvège.
Lors de cette sélection, c'est Nora Brockstedt et la chanson Voi Voi qui furent choisies.

#### Demi-finale
| Ordre | Interprète            | Chanson                       | Traduction                              | Points | Place |
| ----- | --------------------- | ----------------------------- | --------------------------------------- | ------ | ----- |
| 1     | Jens Book-Jensen (no) | Månen tur-retur               | Le tour de la lune retourne             | 17     | 11    |
| 2     | Inger Jacobsen        | Den dag du kommer             | Le jour où tu es venu                   | 27     | 7     |
| 3     | Inger Jacobsen        | Et sommereventyr              | Une aventure d'été                      | 32     | 3     |
| 4     | Inger Jacobsen        | Frøken alfabet                | Mademoiselle alphabet                   | 28     | 4     |
| 5     | Jens Book-Jensen      | En drøm er alt                | Un rêve est tout                        | 28     | 4     |
| 6     | Inger Jacobsen        | En aften igjen                | Une soirée encore                       | 25     | 8     |
| 7     | Jens Book-Jensen      | Det blir sol hvor vi seiler   | Il y aura du soleil où nous naviguerons | 21     | 9     |
| 8     | Inger Jacobsen        | Ny smart hatt                 | Nouveau chapeau élégant                 | 35     | 2     |
| 9     | Inger Jacobsen        | Voi Voi                       | -                                       | 43     | 1     |
| 10    | Jens Book-Jensen      | En bukett anemoner            | Un bouquet d'anémones                   | 21     | 9     |
| 11    | Inger Jacobsen        | Lille Lilli-Ann fra Lillesand | Petite Lilli-Ann de Lillesand           | 28     | 4     |

#### Finale
| Ordre | Interprète                | Chanson                       | Traduction                    | Points | Place |
| ----- | ------------------------- | ----------------------------- | ----------------------------- | ------ | ----- |
| 1     | Torhild Lindahl           | Ny smart hatt                 | Nouveau chapeau élégant       | 79     | 2     |
| 2     | Egil Ellingsen            | Lille Lilli-Ann fra Lillesand | Petite Lilli-Ann de Lillesand | 64     | 5     |
| 3     | Siss Hartmann             | En drøm er alt                | Un rêve est tout              | 79     | 2     |
| 4     | Elisabeth Grannemann (no) | Et sommereventyr              | Une aventure d'été            | 74     | 4     |
| 5     | Per Müller (no)           | Frøken alfabet                | Mademoiselle alphabet         | 59     | 6     |
| 6     | Nora Brockstedt           | Voi Voi                       | -                             | 94     | 1     |

## À l'Eurovision
Chaque pays avait un jury de dix personnes. Chaque membre du jury pouvait donner un point à sa chanson préférée.

### Points attribués par la Norvège
| 5 points | France               |
| 2 points | Danemark Royaume-Uni |
| 1 point  | Suisse               |

### Points attribués à la Norvège
| 10 points | 9 points | 8 points | 7 points   | 6 points                                                |
| --------- | -------- | -------- | ---------- | ------------------------------------------------------- |
|           |          |          |            |                                                         |
| 5 points  | 4 points | 3 points | 2 points   | 1 point                                                 |
|           | - Suisse |          | - Danemark | - Autriche - Belgique - France - Pays-Bas - Royaume-Uni |

Nora Brockstedt interprète Voi Voi en 6e position, après la Belgique et avant l'Autriche. Au terme du vote final, la Norvège termine 4e, ex æquo avec l'Allemagne, sur 13 pays, recevant 11 points.